# Lazise
Lazise (velenceiül Lazixe) település Olaszországban, Veneto régióban, Verona megyében. Lakosainak száma 6852 fő (2023. január 1.). Lazise Pastrengo, Bardolino, Castelnuovo del Garda, Bussolengo, Padenghe sul Garda és Sirmione községekkel határos.

## Népesség
A település népességének változása:
| Lakosok száma | 6916 | 6958 | 6852 |
|               | 2017 | 2018 | 2023 |